# صحافة القصص المصورة

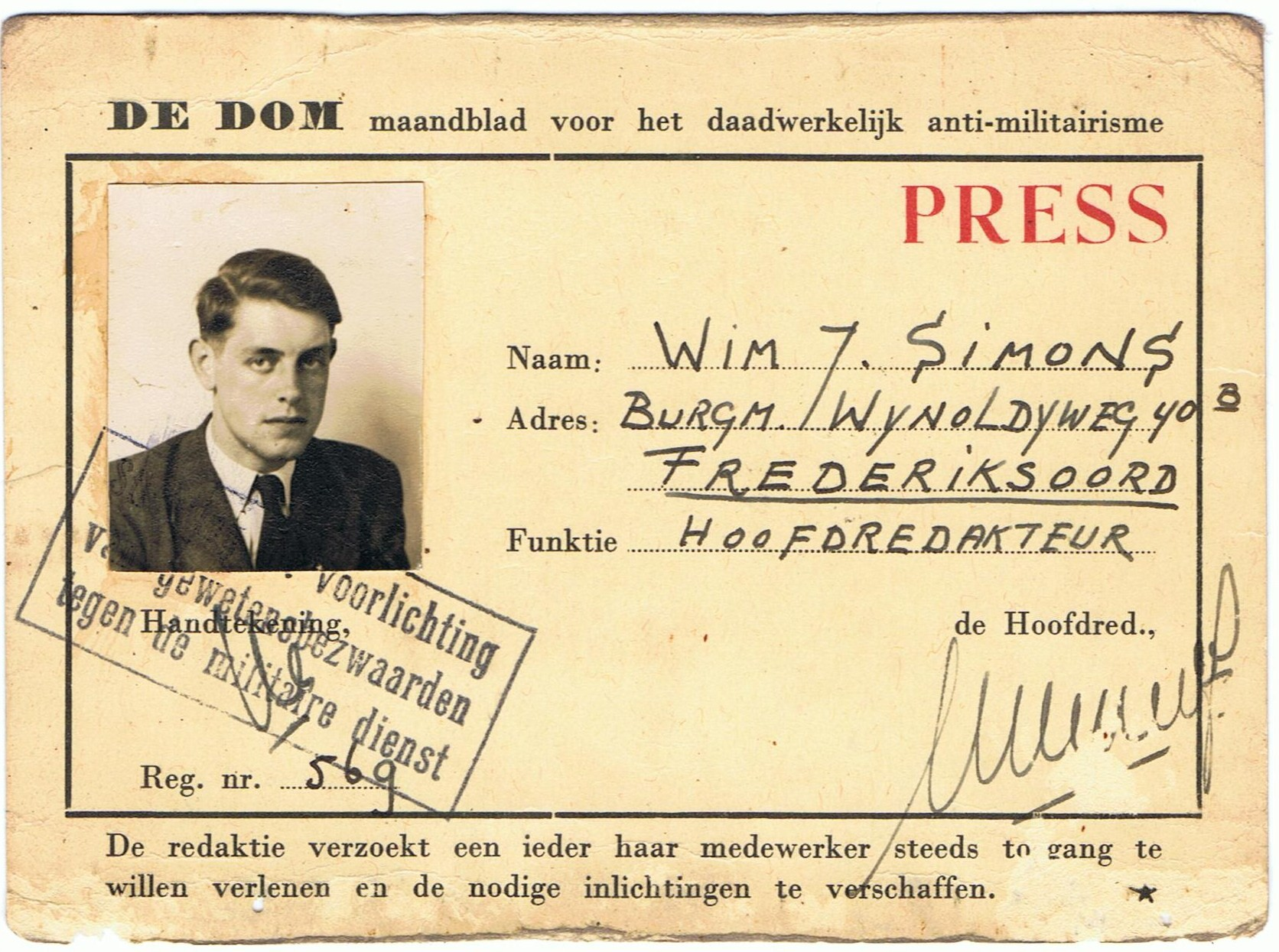

صحافة القصص المصورة هي شكل من أشكال الصحافة الذي يغطي الأخبار أو الأحداث غير الخيالية باستخدام إطار عمل القصص المصورة – رسوم تجمع بين الكلمات والصور المرسومة. ومع أن استخدام الرواية البصرية في حكاية القصص كان منذ آلاف السنين، إلا أن استخدام القصص المصورة لتغطية الأحداث الواقعية في المؤسسات الإخبارية أو المنشورات أو دور النشر (باستخدام الصيغة الرسومية المبتكرة) قد بلغ ذروته في الوقت الحالي أكثر من أي وقت مضى. من الناحية التاريخية، كان استخدام التمثيل التصويري للأحداث الإخبارية (عادة في شكل نقوش) شائعًا قبل انتشار التصوير الفوتوغرافي في الإصدارات مثل أخبار لندن المصورة ومجلة هاربر.
لقد حاول الكتاب والصحفيون والرسامون التوضيحيون في فترة حديثة زيادة صلاحية هذا النوع بجلب الصحافة إلى هذا المجال بطريقة مباشرة بدرجة أكبر. ويضم ذلك تغطية الشؤون الخارجية والمحلية، حيث تكون دوائر الكلام اقتباسات حقيقية والمصادر هم أشخاص واقعيون مصورون في كل حكاية. وتعرض العديد من تلك الأعمال عبر الإنترنت، وبالتعاون مع الإصدارات القائمة وكذلك في الصحف الصغيرة.
جو ساكو يعتبر على نطاق واسع أحد رواد هذا الفن، إلى جانب بعض مجموعات المؤلفين التي أنتجت أولى المجلات المعروفة التي تركز بصورة متخصصة على صحافة القصص المصورة. ومن بين تلك الإصدارات التي تستحق الإشارة إليها مجلة ماما! وهي مجلة صحفية رسومية مصورة تطبع في إيطاليا منذ عام 2009م وينتجها مجموعة من المؤلفين وكذلك مجلة سمبوليا، وهي مجلة رقمية لصحافة القصص المصورة للأجهزة اللوحية.

## صحفيو الرسوم الهزلية
- دان آرخر
- مات بروز
- سوسي كيجل
- كلاوديو كاليا
- جيانلوكا كوستنتيني
- سارة جليدين
- جوش نيوفيلد
- تيد رال
- جو ساكو
- جين سورينسن

## مجلات صحافة القصص المصورة
- ماما! أول مجلة إيطالية لصحافة القصص المصورة، تأسست عام 2009م
- سيمبوليا مجلة رقمية، تأسست عام 2012م

## وصلات خارجية
- Cartoon Movement—Comics
- Graphic Journos — blogsite of the comics journalists Dan Archer, Matt Bors, Susie Cagle, Sarah Glidden, Wendy MacNaughton,and Jen Sorensen
- Comics Journalism — site devoted to comics journalism from South Asia
- “An introduction to comics journalism, in the form of comics journalism,” Poynter
- Political Comics — web site of the comic journalist Gianluca Costantini